# Robert Felisiak
Robert Felisiak (Wrocław, 11 oktober 1962) is een Duits voormalig schermer.

## Carrière
In 1988 verliet Robert Felisiak Polen en sloot zich aan bij de schermclub Tauberbischofsheim. Op de wereldkampioenschappen schermen van 1989 zat Robert Felisiak voor het eerst in het Duitse nationale schermteam op een groot toernooi en won met het team de zilveren medaille. Op de Wereldkampioenschappen Schermen van 1991 won hij brons met het team. In de individuele finale verloor hij van Andrej Sjoevalov uit de Sovjet-Unie en won de zilveren medaille.
Op de Olympische Spelen van 1992 in Barcelona behaalde Felisiak de negende plaats in de individuele competitie. Hij won goud met het Duitse degen team, met daarin een tweede late naturalisator, Vladimir Resnitstsjenko, die brons had gewonnen met de Sovjet-Unie in 1988.
Voor het winnen van de gouden medaille ontving hij op 23 juni 1993 het Zilveren Laurierblad.
Begin 1993 sloot Robert Felisiak zich aan bij de Jehovah's Getuigen. Aangezien het behoren tot de Jehovah's Getuigen onverenigbaar is met het beoefenen van een gevechtssport, eindigde zijn sportcarrière. Zijn arbeidsovereenkomst als coördinator bij het Centrum voor Wedstrijdsport Tauberbischofsheim is eveneens beëindigd. Niettemin was hij van 2005 tot zeker 2010 lid van het begeleidingsteam van de schermclub TSF Ditzingen.

## Resultaten

### Olympische Zomerspelen
| Jaar | Plaats    | Resultaten          |
| ---- | --------- | ------------------- |
| 1992 | Barcelona | 9e degen degen team |

### Wereldkampioenschappen schermen
| Jaar | Plaats    | Resultaten |
| ---- | --------- | ---------- |
| 1989 | Denver    | degen team |
| 1991 | Boedapest | degen      |

1908: Alibert, Berger, Collignon, Gravier, Lippmann, Olivier, Stern ·
1912: H. Anspach, P. Anspach, Hennet, Ochs, Salmon, Willems ·
1920: Allocchio, Bozza, Canova, Costantino, Marrazzi, A. Nadi, N. Nadi, Olivier, Thaon di Revel, Urbani ·
1924:  Buchard, Ducret, Gaudin, Labatut, Liottel, Lippmann, Tainturier ·
1928:  Agostoni, Basletta, M. Bertinetti, Cornaggia-Medici, Minoli, Riccardi ·
1932: Buchard, Cattiau, Jourdant, Piot, Schmetz, Tainturier ·
1936: Brusati, Cornaggia-Medici, E. Mangiarotti, Pezzana, Ragno, Riccardi ·
1948: Artigas, Desprets, Guérin, Huet, Lepage, Pécheux ·
1952: Battaglia, F. Bertinetti, Delfino, D. Mangiarotti, E. Mangiarotti, Pavesi ·
1956: Anglesio, F. Bertinetti, Delfino, E. Mangiarotti, Pavesi, Pellegrino ·
1960: Delfino, E. Mangiarotti, Marini, Pavesi, Pellegrino, Saccaro ·
1964: Bárány, Gábor, Kausz, Kulcsár, Nemere ·
1968: Fenyvesi, Kulcsár, Nagy, Nemere, P. Schmitt ·
1972: Erdős, Fenyvesi, Kulcsár, Osztrics, P. Schmitt ·
1976: Edling, Von Essen, Flodström, Högström, Jacobson ·
1980: Boisse, Gardas, Picot, Riboud, Salesse ·
1984: Borrmann, Fischer, Heer, Nickel, Pusch ·
1988: Delpla, Henry, Lenglet, Riboud, Srecki ·
1992: Borrmann, Felisiak, Proske, Resnitstsjenko, A. Schmitt ·
1996: Cuomo, Mazzoni, Randazzo ·
2000: Mazzoni, Milanoli, Randazzo, Rota ·
2004: Boisse, F. Jeannet, J. Jeannet, Obry ·
2008: F. Jeannet, J. Jeannet, Robeiri ·
2016: Borel, Grumier, Jérent, Lucenay ·
2020: Kano, Minobe, Yamada, Uyama ·
2024: Koch, Andrásfi, Siklósi, Nagy